# Línea 1 del Metro de Salvador
La Línea 1 del Metro de Salvador es una de las líneas del Metro de Salvador cuyo trayecto será de Lapa hasta Aguas Claras, en Salvador, en Brasil. Esta fue la primera línea del sistema, inicialmente construida por el Consorcio Metrosal y, desde 2013, por la actual operadora CCR Metro Bahía. La línea sigue importantes calles de la ciudad: la Avenida Bonocô y la carretera BR-324.

## Historia
La construcción de la primera línea de metro fue iniciada en abril de 2000 por el consorcio Metro de Salvador S.A. (Metrosal). Este consorcio formado por las empresas Andrade Gutiérrez, Camargo Correa y Siemens ganó la oferta pública abierta durante la administración municipal de Antônio Imbassahy. El trayecto pretendido comenzaría en Lapa y discurriría hasta una estación dentro de Cajazeiras, no acompañando el trayecto de la BR-324 después de Pirajá. Hubo diversas paralizaciones y el primer plazo de 2003 fue retrasado a 2008 y el tramo posterior a Pirajá fue ignorado y solamente la mitad de él fue construido, a excepción de la Estación Bonocô integrante del tramo 1 pero no erigida.

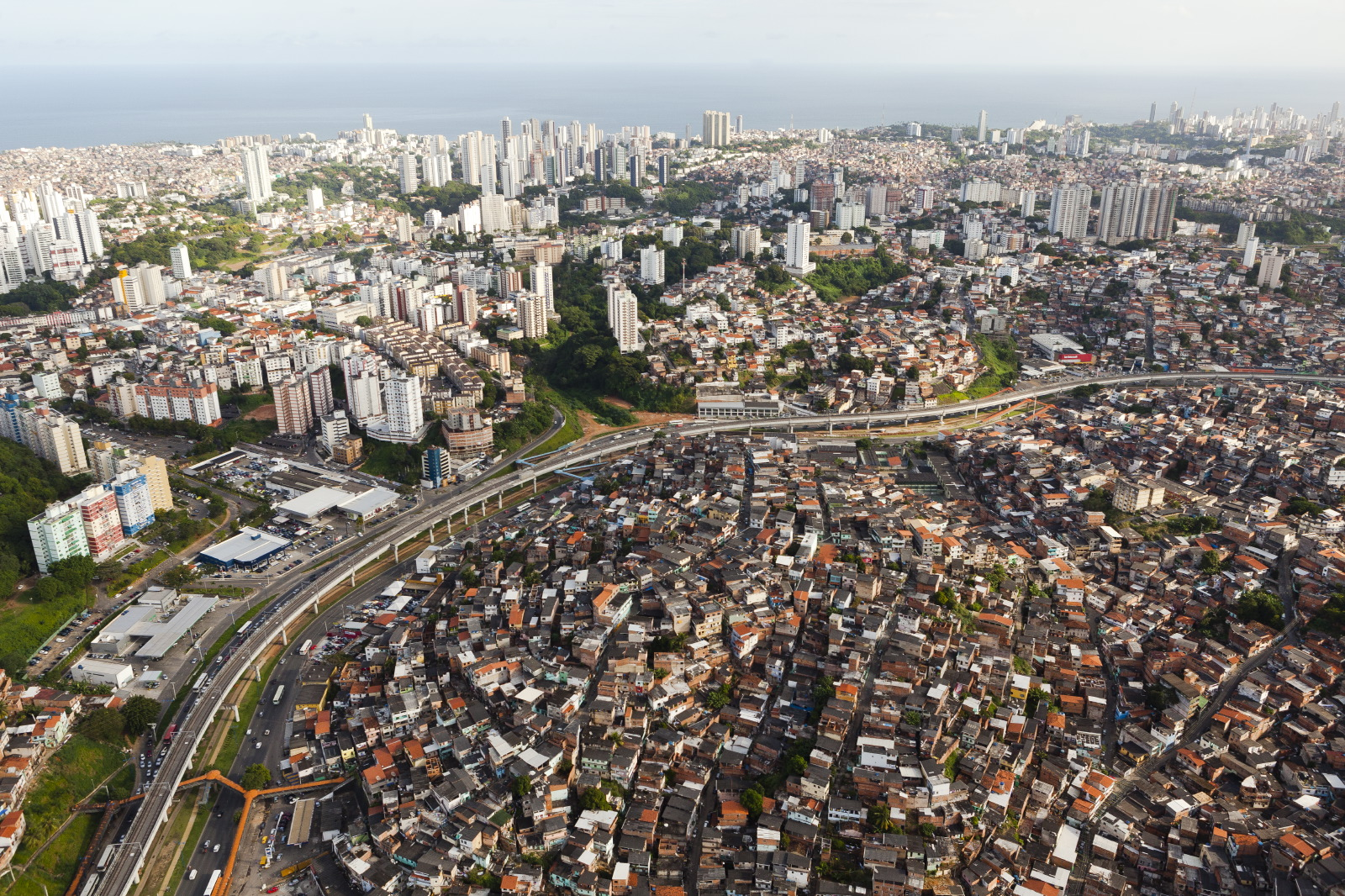
Vista aérea de la línea pasando por la Avenida Bonocô.

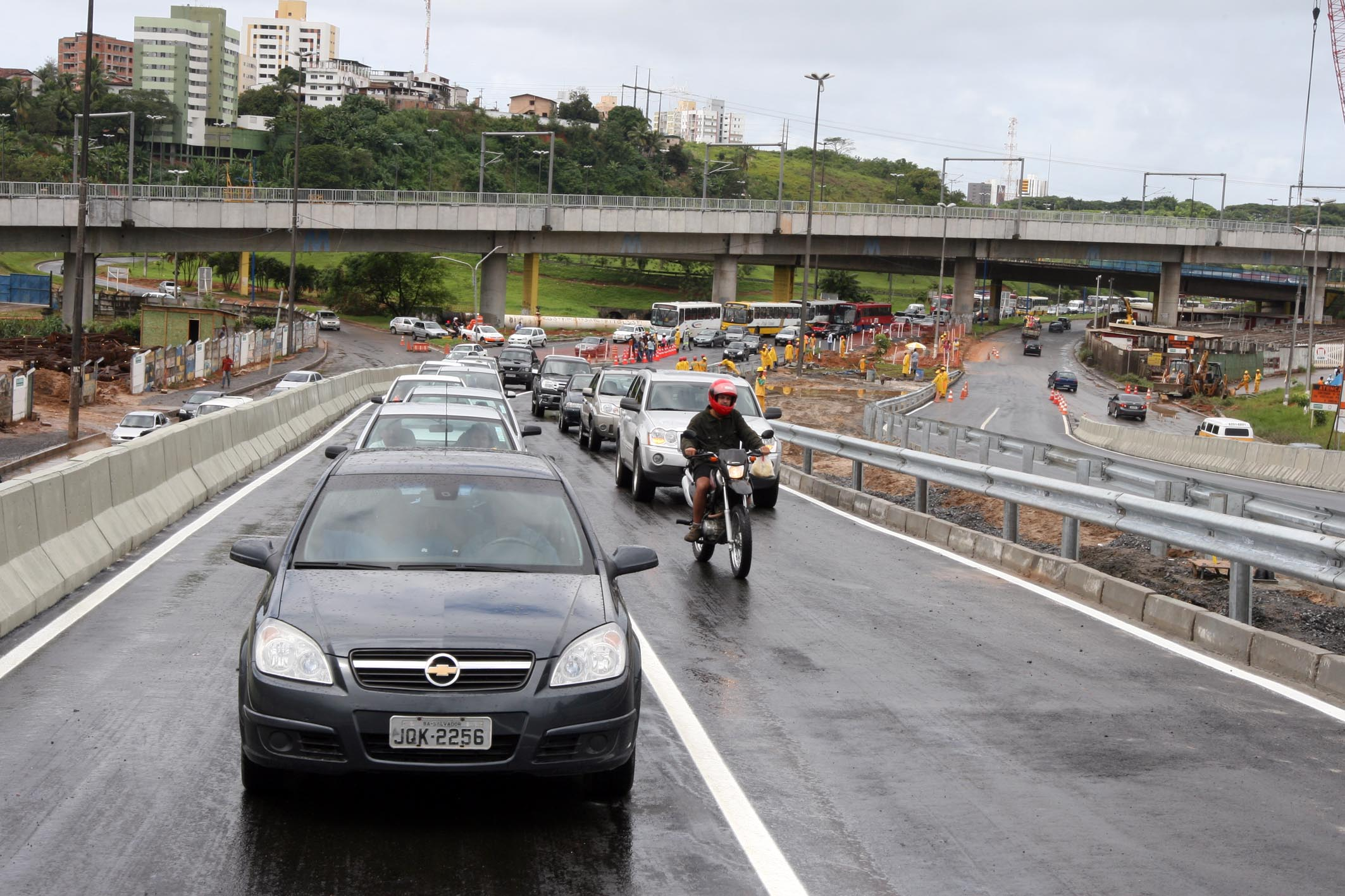
Viaductos de Rótula do Abacaxi, por donde pasa la línea 1 saliendo de la estación Acesso Norte. En la parte superior de la imagen está el paso elevado del metro.

Las obras estaban planeadas en cuatro etapas incluyendo una segunda línea. La línea 1 sería concluida hasta Cajazeiras ya en la segunda etapa. La primera etapa sería de Lapa a Pirajá y la segunda, su expansión con las estaciones de Mata Escura, de Pau da Lima y de Cajazeiras. Más tarde, el Plan Director de Desarrollo Urbano (PDDU) establecido por la ley n.º 7400 de 2008 mantuvo el corredor de metro y esbozó una expansión de la línea en dirección al norte, a Simões Filho, con una posible última estación metropolitana antes de Palestina.
Tras el extenso periodo de obras no finalizadas, el sistema entero fue pasado del Municipio de Salvador al Estado de Bahía y se abrió una nueva licitación en 2013. La conclusión de la línea 1 quedó determinada por el proyexto, así como la construcción de la Línea 2 y la operación del sistema entero. La integración con la Línea 2 pasó a estar prevista en la Estación Bonocô y, después en la Estación Pirajá, el trayecto previsto preveía un centro mantenimiento de la línea al lado de la BR-324 con las estaciones Brasilgás en Campinas de Pirajá y Cajazeiras/Aguas Claras en Aguas Claras. Entre tanto, ese tramo fue definido por la oferta pública como objeto de un proyecto de extensión de elaboración de la operadora Metro Bahía. Fueron definidos también terminales de integración de pasajeros metro-autobús: Acesso Norte y Pirajá (ya existentes), Bonocô y Retiro (pendientes de ser construidos), y Aguas Claras en el caso de la consecución del tramo de expansión. La Estación de Lapa participa en otros términos, ya que será objeto de otra licitación.
En junio de 2014, fueron inaugurados las primeras estaciones de la línea: Lapa, Campo da Pólvora, Brotas y Acesso Norte. En agosto, la quinta estación fue inaugurada, la Estación Retiro, y confirmada la mudanza de la conexión entre las líneas, de Bonocô a Acesso Norte.

## Estaciones
Por el proyecto de concesión a CCR Metro Bahía, todas las estaciones de metro debían tener puestos de bicicletas instalados, de acuerdo a las directrices del proyecto Ciudad Bicicleta. Por esto, ese y otros proyectos futuros están abajo presentados entre paréntesis.
| Estación                  | Integración | Accesibilidad | Servicios   | Plataformas | Posición    | Barrio             | Situación actual |
| Estación                  | Alrededores | Alrededores   | Alrededores | Alrededores | Alrededores | Alrededores        | Alrededores      |
| ------------------------- | --- | ------------- | ----------- | ----------- | ----------- | ------------------ | ---------------- |
| Lapa                      | Estación Lapa ( BRT Lapa-Iguatemi) ()                                                                                                |               |             |             | Subterránea | Nazaré             | Inaugurada       |
| Lapa                      | Plaza da Piedade, Shopping Center Lapa, Shopping Piedad.                                                                             |               |             |             |             |                    |                  |
| Campo da Pólvora          | Movimiento Salvador Va de Bike |               |             |             |             | Nazaré             | Inaugurada       |
| Campo da Pólvora          | Avenida del Campo da Pólvora, Fórum Ruy Barbosa, Arena Fonte Nova.                                                                   |               |             |             |             |                    |                  |
| Brotas                    | () |               |             |             |             | Brotas             | Inaugurada       |
| Brotas                    | Arena Fonte Nova. |               |             |             |             |                    |                  |
| Bonocô                    | ( Terminal de Autobús Urbano de Bonocô) ()                                                                                           |               |             |             |             | Brotas             | En construcción  |
| Bonocô                    | |               |             |             |             |                    |                  |
| Acesso Norte              | Terminal de Autobús Urbano de Acesso Norte ( Línea 2 del Metro de Salvador) ()                                                       |               |             |             |             | Jardín Bella Vista | Inaugurada       |
| Acesso Norte              | Shopping Bela Vista Salvador. |               |             |             |             |                    |                  |
| Retiro                    | (VLT Santa Luzia-Retiro) ( Terminal de Autobús Urbano de Retiro) ()                                                                  |               |             |             |             | Retiro             | Inaugurada       |
| Retiro                    | |               |             |             |             |                    |                  |
| Bueno Juá                 | |               |             |             |             | Bueno Juá          | En construcción  |
| Bueno Juá                 | |               |             |             |             |                    |                  |
| Pirajá                    | Estación Pirajá ( Corredor Transversal I) ()                                                                                         |               |             |             |             | Pirajá             | En construcción  |
| Pirajá                    | |               |             |             |             |                    |                  |
| Brasilgás / Campinas      | |               |             |             |             | Campinas de Pirajá | Extensión futura |
| Brasilgás / Campinas      | |               |             |             |             |                    |                  |
| Cajazeiras / Aguas Claras | ( Corredor Transversal II) (VLT Simões Filho-Águas Claras) ( Terminal de Autobús Urbano) ( Terminal de transporte intermunicipal) () |               |             |             |             | Aguas Claras       | Expansión futura |
| Cajazeiras / Aguas Claras | |               |             |             |             |                    |                  |